# Duque de Kingston-upon-Hull

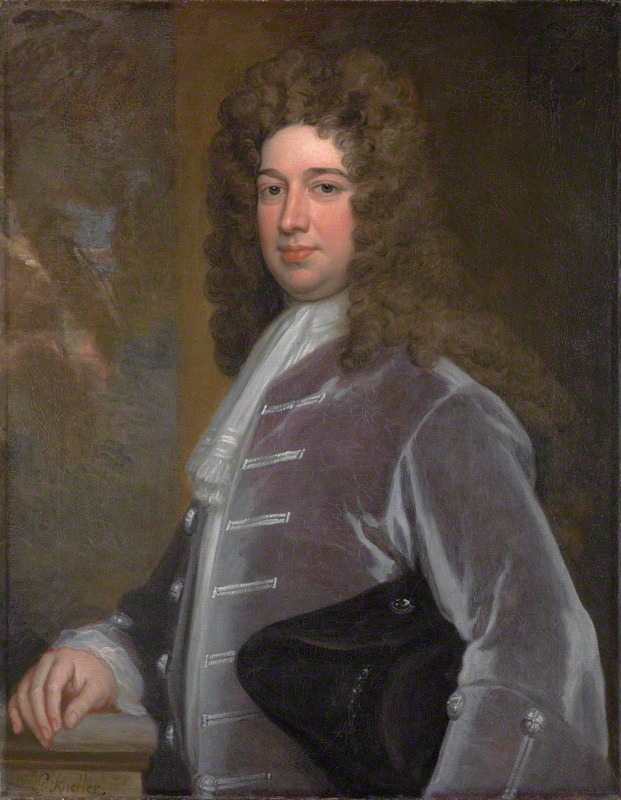
Evelyn Pierrepont, 1.º Duque de Kingston-upon-Hull (1665–1726), por Sir Godfrey Kneller, Bt, 1709.

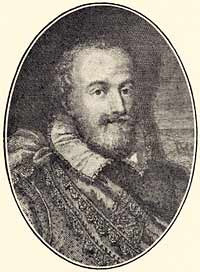
Robert Pierrepont, 1.º Conde de Kingston-upon-Hull (1584–1643), retrato contemporâneo, artista desconhecido.

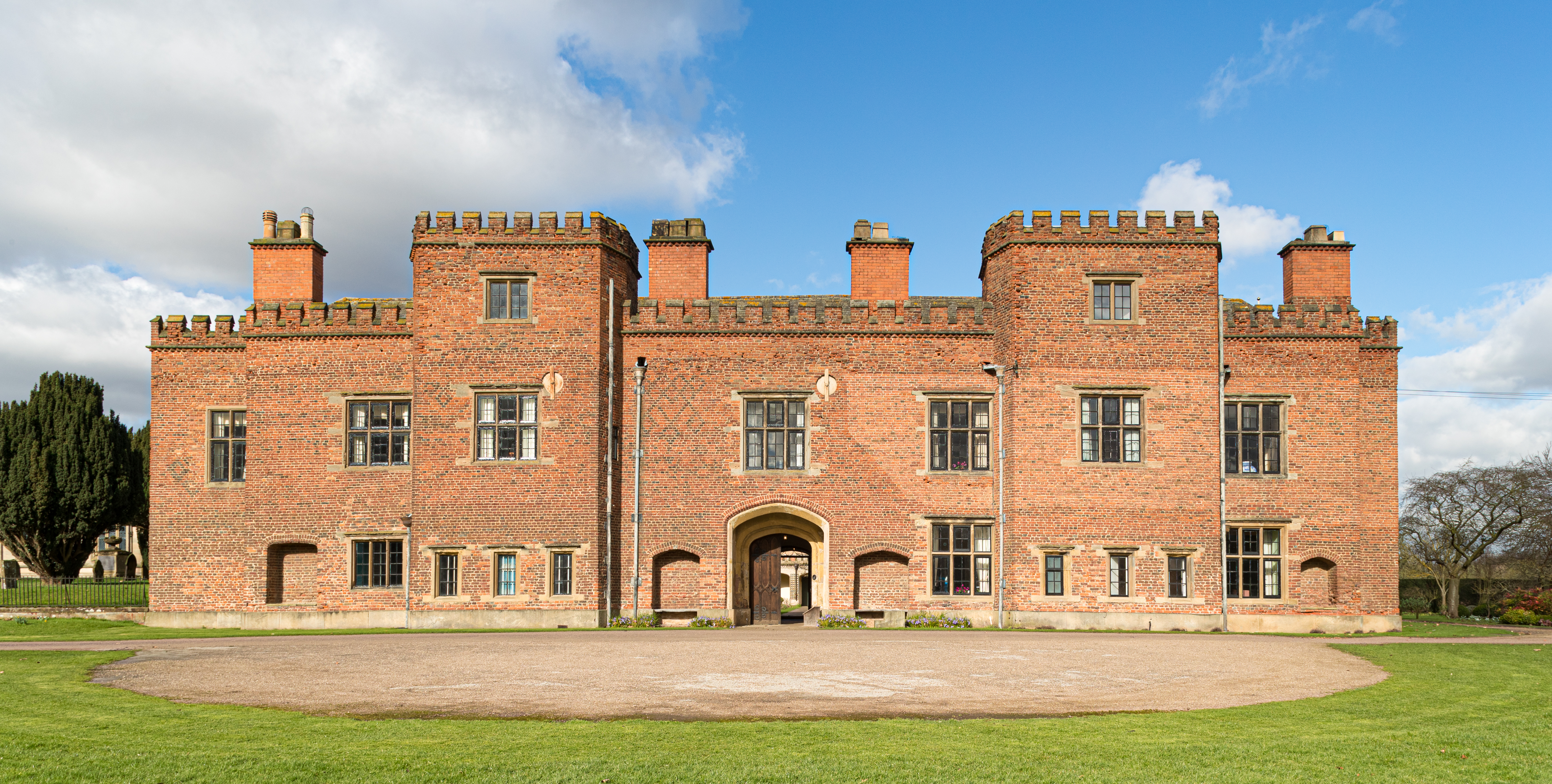
Holme Pierrepont Hall, a sede original dos duques e condes de Kingston-upon-Hull.

Duque de Kingston-upon-Hull foi um título do Pariato da Grã-Bretanha, enquanto o título Conde de Kingston-upon-Hull era um título no Pariato da Inglaterra . O condado foi criado em 25 de julho de 1628 para Robert Pierrepont, 1.º Visconde Newark. O ducado foi criado em 10 de agosto de 1715 para seu bisneto, Evelyn Pierrepont, 1º Marquês de Dorchester, que o sucedeu como quinto Conde de Kingston-upon-Hull em 1690. O ducado foi extinto com a morte do segundo duque em 1773. Ao contrário da cidade à qual se referem, Kingston upon Hull, que geralmente é abreviada para Hull, esses títulos geralmente são abreviados para Duque (ou Conde) de Kingston. (Os títulos eram hifenizados, mas agora a cidade geralmente é escrita sem hífens). Eles não devem ser confundidos com o condado irlandês separado de Kingston (que se refere à cidade de Kingston no Condado de Dublin).

## História
Desde o século XIII, a sede da família Pierrepont era Holme Pierrepont Hall, Nottinghamshire. Esta propriedade seria transferida durante o século XVI para Thoresby Hall, também em Nottinghamshire. Vários membros da família serviram nos séculos XV e XVI como Alto Xerife de Nottinghamshire e Derbyshire .  O antepassado direto dos duques e condes de Kingston-upon-Hull foi Sir Henry Pierrepont, que representou Nottinghamshire no Parlamento. Ele se casou com Frances Cavendish, filha e primogênita de Sir William Cavendish e Bess de Hardwick.
O primeiro conde foi sucedido por seu filho, Henry Pierrepont, que foi criado Marquês de Dorchester em 1645. Ele morreu sem deixar herdeiros em 1660, e este marquesado foi extinto. O condado e outros títulos foram transferidos para seu sobrinho, Robert, o terceiro conde, o filho mais velho do Honorável William Pierrepont, segundo filho do primeiro conde. Robert morreu solteiro e foi sucedido por seu irmão mais novo, William, o quarto conde. William foi, por sua vez, sucedido por seu irmão mais novo, o já mencionado Evelyn, o quinto conde. Ele foi criado Marquês de Dorchester no Pariato da Inglaterra em 1706, uma retomada do título detido por seu tio, e mais tarde criado Duque de Kingston-upon-Hull no Pariato da Grã-Bretanha em 1715, com esses títulos sendo extintos com a morte do neto do primeiro duque, Evelyn, o segundo duque, em 1773. Com a morte da esposa do segundo duque, as propriedades dos duques de Kingston-upon-Hull passaram para Charles Medows. Ele era bisneto do primeiro duque por via feminina. Ele mudou seu sobrenome para Pierrepont e foi criado Visconde Newark e Barão Pierrepont de Holme Pierrepont em 1796 e mais tarde criado Conde Manvers em 1806. Esses títulos foram extintos com a morte do sexto conde Manvers em 1955.
Vários outros membros da família também ganharam destaque. O Honorável William Pierrepont, segundo filho do primeiro conde, era um político. Seu terceiro filho , Gervase Pierrepont, foi nomeado Barão Pierrepont em 1701. Lady Mary Pierrepont, mais conhecida como Lady Mary Wortley Montagu, filha do primeiro duque, foi uma escritora e introduziu a inoculação da varíola na medicina ocidental após testemunhá-la durante suas viagens e estadia no Império Otomano.  Elizabeth Pierrepont, Duquesa de Kingston-upon-Hull, esposa do segundo duque, era uma cortesã.

## Condes de Kingston-upon-Hull (1628)
Outros títulos: Visconde Newark e Barão Pierrepont (1627)
- Robert Pierrepont, 1.º Conde de Kingston-upon-Hull (1584–1643) já era Visconde de Newark e Barão Pierrepont desde 1627
- Henry Pierrepont, 2.º Conde de Kingston-upon-Hull (1607–1680) (criado Marquês de Dorchester em 1645)

## Marqueses de Dorchester; Primeira criação (1645)
Outros títulos: Conde de Kingston-upon-Hull (1628), Visconde Newark e Barão Pierrepont (1627)
- Henry Pierrepont, 1.º Marquês de Dorchester (1607–1680), filho mais velho do primeiro conde, morreu sem deixar descendentes masculinos, e seu marquesado foi extinto

## Condes de Kingston-upon-Hull (1628, revertido)
Outros títulos: Visconde de Newark e Barão Pierrepont (1627)
- Robert Pierrepont, 3.º conde de Kingston-upon-Hull (c. 1660–1682), filho mais velho de Robert Pierrepont (neto do primeiro conde), morreu sem descendência
- William Pierrepont, 4.º conde de Kingston-upon-Hull (c. 1662–1690), segundo filho de Robert Pierrepont, morreu sem descendência
- Evelyn Pierrepont, 5.º Conde de Kingston-upon-Hull (1665–1726) (criado Marquês de Dorchester em 1706 e Duque de Kingston-upon-Hull em 1715)

## Duques de Kingston-upon-Hull (1715)
Outros títulos: Marquês de Dorchester (1706), Conde de Kingston-upon-Hull (1628), Visconde de Newark e Barão Pierrepont (1627)
- Evelyn Pierrepont, 1.º Duque de Kingston-upon-Hull (1665–1726), terceiro e mais novo filho de Robert Pierrepont
  - William Pierrepont, Conde de Kingston-upon-Hull (1692–1713), único filho do primeiro duque, faleceu antes de seu pai
- Evelyn Pierrepont, 2.º Duque de Kingston-upon-Hull (1711–1773), filho único de William, Conde de Kingston. O segundo duque morreu sem deixar descendentes e o ducado foi extinto.